# Andrzej Zaborski (orientalista)
Andrzej Zaborski (ur. 7 października 1942 w Krakowie, zm. 1 października 2014) – polski filolog i orientalista, profesor zwyczajny Uniwersytetu Jagiellońskiego.

## Życiorys
Był absolwentem Liceum im. Jana Kochanowskiego w Krakowie. W 1965 ukończył studia arabistyczne na Uniwersytecie Jagiellońskim. Tematem jego pracy magisterskiej była "Historia plemion Bedża w średniowieczu na podstawie źródeł arabskich". Od 1967 był pracownikiem Katedry Orientalistyki na Wydziale Filologicznym UJ. W 1969 doktoryzował się na podstawie pracy Biconsonantal verbal roots in Semitic napisanej pod kierunkiem Jerzego Kuryłowicza. Uzyskał dwie habilitacje, pierwszą z zakresu arabistyki w UJ (1976), na podstawie pracy The verb in Cushitic, drugą z afrykanistyki na Uniwersytecie Wiedeńskim (1984). Od 1977 należał do Komitetu Nauk Orientalistycznych PAN. W latach 80. pracował jako visiting professor na uniwersytetach w Wiedniu, Heidelbergu, Turynie i Udine. W 1989 otrzymał tytuł profesora nadzwyczajnego. Tytuł naukowy profesora nauk humanistycznych otrzymał w 1995. Od 2001 kierował Katedrą Językoznawstwa Afroazjatyckiego UJ. Był redaktorem naczelnym czasopisma „Folia Orientalia” oraz redaktorem serii „Języki Orientalne w Przekładzie”. Przeszedł na emeryturę w 2013.
6 października 2014 został pochowany na cmentarzu w Kalwarii Zebrzydowskiej.

## Wybrane publikacje
- The verb in Cushitic, Kraków 1975
- Dialekt egipski języka arabskiego. Kurs praktyczny, Kraków 1982
- The morphology of nominal plural in the Cushitic languages, Wiedeń 1986[6]
- Le dialoque islamo-chrétien et l’interprétation de la Bible, Kraków 1995
- Handbook of the Oromo language, Wrocław – Kraków 1990[7]
- Ibrahim Ibn Jakub i Tadeusz Kowalski w sześćdziesiątą rocznicę edycji. Materiały z konferencji naukowej (red. nauk.), Kraków 2008[8]
- Islam i chrześcijaństwo. Materiały sympozjum, Kraków 12-14 IV 1994, Kraków 1995[9]
- Oriental languages in translation, Cracow 2002[10], 2005[11]
- Oriental languages in translation. Proceedings of the international conference, Cracow, 7th-8th Apr 2008, Cracow 2008[12]
- Rozmówki arabskie – dialekt egipski, Warszawa 1988[13]
- Wspaniały świat Oceanu Indyjskiego Sulajmāna Kupca, Abū Zajda as-Sïrāfïego i Buzurga Ibn Šahrijāra, Kraków 1998 (przekład z języka arabskiego ze wstępem i komentarzem)[14]